# Тернопільський мистецький фаховий коледж імені Соломії Крушельницької
Тернопільський мистецький фаховий коледж імені Соломії Крушельницької — вищий навчальний мистецький заклад 1-го рівня акредитації в місті Тернополі. Діє від 1 вересня 1958 року. В 1963 коледжу присвоєне ім'я видатної оперної співачки Соломії Крушельницької — уродженки Білявинців (Бучацький район, Тернопілля).

## Факультети
- музичне мистецтво;

## Спеціальності
- «Музичне мистецтво» (спеціалізації: фортепіано, оркестрові струнні інструменти, оркестр. духові та ударні інструменти, народні інструменти, спів, хорове диригування, музичне мистецтво естради, теорія музики,
- «Образотворче та декоративно-прикладне мистецтво» (спеціалізації — художній розпис);
- викладачів музичних шкіл, шкіл естетичного виховання, вчителів музики ЗОШ; концертмейстерів; артистів оркестру, ансамблю, хору; керівників оркестру, ансамблю, хору; акторів драматичного театру.

## Директори
- Давидов Євген Петрович (1958—1980),
- Подкович Марта Михайлівна (1980—2000),
- Василь Мандзій (2000—2003),
- Михайло Рудзінський (2003—2017),
- Лариса Римар (2017-2022)[1],
- Сергій Маловічко (2022-).

## Викладачі
- Наталія Кравчук
- Омелян Кміть,
- З. Турко,
- Н. Бондарук,
- Роман Бойко,
- Володимир Верней,
- Ольга Горбачова,
- Богдан Іваноньків,
- Любов Ізотова,
- Ігор Левенець,
- Іван Равлюк,
- Михайло Рапіта,
- Іван Романко,
- Віктор Россоха,
- В. Драгомирецький
- О. Драгомирецька
- Йосип Сагаль,
- Г. Теленко,
- Вячеслав Хім'як,
- Григорій Шергей,
- Наталія Степанчук,
- Ірина Романюк,
- А. Євсєєва,
- О. Дудкіна,
- Людмила Романюк,
- Світлана Самуйлик,
- Михайло Безпалько,
- Михайло Дмитришин,
- Віятик Михайло Федорович
- А. Ороновський,
- І. Левенець,
- М. Рапіта,
- О. Потепньов,
- С. Дунець,
- Ю. Шпинда-Малик.

Серед викладачів теоретичного відділу, який очолює Наталія Степанчук, викладачами теоретичних дисциплін працюють Марія Бородай (викладає гармонію, теорію музики та сольфеджіо), Юрій Юдінков (те ж), Л. Русак (аналіз музичних форм). Історію музики читають Світлана Старинська, Наталія Букало, Наталя Степанчук.

## Музичні колективи
- симфонічний оркестр (керівники— П. Данилець, І. Левенець, Б. Дунець, М.Копилевич, Б. Гаврилюк, С. Черняк, С. Дунець),
- хор (керівники І. Левенець, В. Верней, А. Голодрига),
- оркестр народних інструментів (керівники— П. Данилець, О. Кміть, М. Дмитришин),
- ансамбль бандуристів (керівник І. Турко),
- ансамбль народних інструментів (керівники Б. Гриб, Б. Маюк),
- духовий оркестр (керівники— О. Піковець, Г. Марченко, В. Россоха, М. Кушнірик, В. Драгомирецький),
- естрадний оркестр (керівник- М.Віятик)

## Випускники коледжу
Випускники Тернопільського музичного училища — понад 4 000 фахівців у галузі музичного, театрального мистецтва та культури. Серед них — лауреати й дипломанти всеукраїнських і міжнародних конкурсів, заслужені артисти, заслужені діячі мистецтв, заслужені працівники культури України, відомі музиканти-виконавці, вокалісти, керівники мистецьких колективів, драматичні артисти, музичні педагоги, зокрема:
- Пилатюк Ігор Михайлович - музикант (скрипаль), дириґент, педагог, культурний та громадський діяч. Народний артист України (1999), професор (2001), Дійсний член (академік) Національної академії мистецтв України (2017).
- Петро Андрійчук — диригент, композитор, член НЛУК, Заслужений працівник культури України, професор,
- Зиновій-Богдан Антків — художній керівник, головний диригент Державної чоловічої капели імені Л. Ревуцького, народний артист України,
- Богдан Водяний кандидат мистецтвознавства, доцент кафедри музикознавства та методики музичного мистецтва ТНПУ ім. В. Гнатюка.
- Роман Вітошинський — співак (ліричний тенор), народний артист України,
- Євген Гунько — диригент, хормейстер, заслужений артист України,
- Ігор Гаврилюк- Співак, соліст Тернопільської обласної філармонії.
- Наталія Присіч — солістка Тернопільської обласної філармонії,
- Наталя Ізотова — хормейстер, композитор, співачка, доктор догматичного богослов'я, (випускниця Люблінського католицького університету ім. Івана-Павла ІІ), дійсний член Українського Богословського Наукового Товариства,
- Ольга Камінська — співачка (лірико-колоратурне сопрано), народна артистка України, дипломатка Всесоюзного конкурсу імені М. Глінки,
- Аліна Комарова — вчений у галузі філософії, громадська діячка., доктор філософських наук, професор, дійсний член Міжнародної академії інтегративної антропології, голова Партії жінок України, член НСЖУ,
- Дмитро Комонько — музикант, педагог, лауреат Всеукраїнського конкурсу альтистів,
- Олег Кульчицький,
- Микола Литвин — український письменник, кобзар, журналіст, композитор,
- Микола Мечник,
- Роман Наконечний,
- Іван Оленчик,
- Неоніла Очеретовська,
- Віра Самчук,
- Олег Смоляк,
- Роман та Ярослав Теленки,
- Василь Феленчак,
- Теодор Хмурич,
- В. Чоловічок-Машлюк — соліст(баритон) Дніпропетровського академічного театру опери та балету, лауреат V Міжнародного вокального конкурсу «Золотий зорепад».
- Олена Ільницька — музикантка, композитор, педагог, член Національної спілки композиторів України.
- Небесний Іван Васильович — композитор, член Національної спілки композиторів України, Лауреат ім. Ревуцького (2002).
- Поліщук Катерина Олександрівна (Пташка, нар. 2001) — українська поетка, акторка, парамедик-доброволець Національної гвардії України, учасниця оборони Маріуполя, захисниця «Азовсталі».